# Nationale Orde van Verdienste (Cambodja)
De Grote Keten van de Nationale Orde van Verdienste werd in 1994 door koning Norodom Sihanouk ingesteld en is Cambodja's hoogste onderscheiding. Zij is voor buitenlandse staatshoofden en uitzonderlijk verdienstelijke Khmer gereserveerd.
De onderscheiding is een zware gouden ordeketen met daaraan een door een gouden kroon bedekte gouden ster.
Ook de Cambodjaanse Nationale Orde van Onafhankelijkheid  heeft een dergelijke, voor staatshoofden gereserveerde, keten.